# هالفدان شوت
هالفدان شوت (انگلیسی: Halfdan Schjøtt; ۲۶ دسامبر ۱۸۹۳ – ۱۴ فوریهٔ ۱۹۷۴) قایقران قایق بادبانی اهل نروژ بود.